# Ruch Chorzów
El KS Ruch Chorzów es un club de fútbol polaco de la ciudad de Chorzów, Silesia, fundado el 20 de abril de 1920. El equipo juega en la I Liga de Polonia, segunda división del fútbol polaco, y disputa sus partidos como local en el estadio Municipal de Chorzów, con capacidad para 9.300 espectadores. Los colores tradicionales del club son el azul y blanco, de acuerdo con las normas de su heráldica.
El club es uno de los más laureados del país con 14 campeonatos de liga Ekstraklasa, al igual que su principal rival en la liga polaca, el Górnik Zabrze, y tres Copas de Polonia. Además, el Ruch Chorzów es el primer campeón histórico de la Alta Silesia en las competiciones oficiales de la PZPN, y también el último equipo de esa región que ganó el título de campeón de Polonia y de Copa de Polonia. En competiciones europeas, su mejor resultado fue los cuartos de final de la Copa de Europa en 1975.
El Ruch mantiene importantes rivalidades en la región de Silesia con el AKS Chorzów, el Polonia Bytom, el GKS Katowice y, especialmente, con el Górnik Zabrze. El club también cuenta con una sección de balonmano, cuyo equipo femenino ostenta nueve campeonatos de liga.

## Historia

### Fundación y primeros años del club

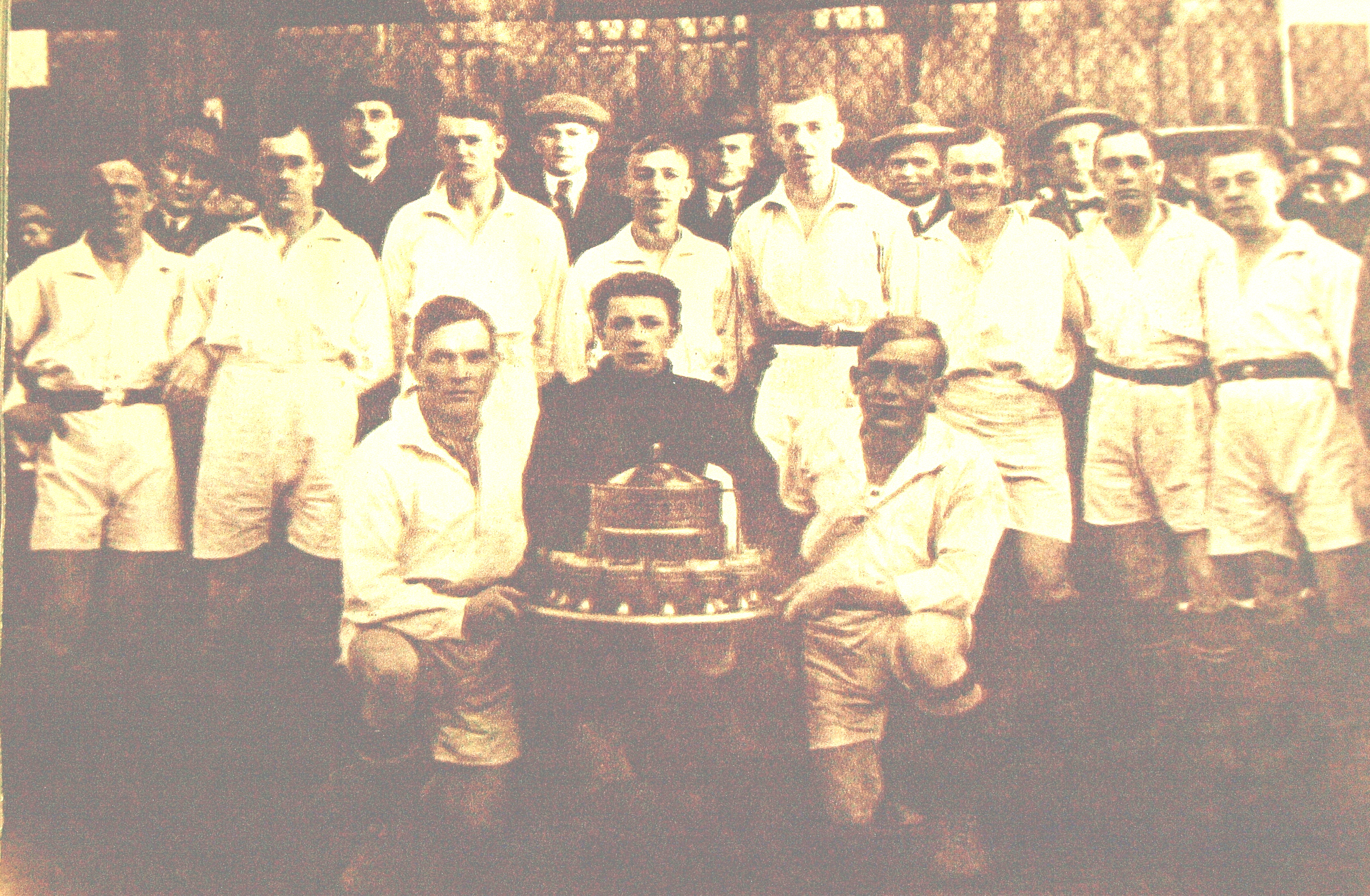
Ruch Wielkie Hajduki, tras proclamarse campeones de Silesia en 1924.

El equipo fue fundado el 20 de abril de 1920 en el barrio de Bismarkhuta (en alemán Bismarckhütte), uno de los muchos municipios más industrializados de la parte oriental de Alta Silesia, una provincia disputada entre Polonia y Alemania. El nombre del club, Ruch, significa  «movimiento» en idioma polaco y era utilizado por los patriotas polacos como un doble sentido para referirse a los Levantamientos de Silesia. 
El primer partido tuvo lugar el 3 de mayo de 1920, mismo día nacional de Polonia en el que se celebra la primera Constitución polaca, culminando en victoria 3-1 contra el Orzeł Józefowiec. Después del plebiscito de Alta Silesia y la tercera rebelión de Silesia en 1921, Bismarkhuta pasó a formar parte de Polonia y del voivodato de Silesia. El municipio fue renombrado Wielkie Hajduki el 1 de enero de 1923, lo que motivó el cambio del nombre del club a Ruch Wielkie Hajduki. Ese mismo año se fusionó también con el Bismarckhütter Ballspiel Club, pasando a ser conocido como Ruch BBC Wielkie Hajduki. Cuando el municipio de Wielkie Hajduki se integró en la ciudad de Chorzów, el equipo adoptó su nombre actual de Ruch Chorzów y comenzó a jugar sus partidos como local en el estadio del Bismarckhütter BC, conocido como na Kalinie. El popular apodo del club, Niebiescy (los azules), se aferró al equipo ya en la década de 1920.
En el otoño de 1920, el Ruch ganó la promoción a la recientemente creada Klasa A de Silesia. En su primera temporada, los azules quedaron terceros de catorce equipos, si bien el torneo no llegó a finalizar debido al tercer Levantamiento de Silesia. Al año siguiente, el Ruch ganó el campeonato de la Klasa A y representó a la región en el campeonato de fútbol polaco de 1922. En 1924 el club terminó segundo en la liga regional, detrás del AKS Królewska Huta. El 4 de julio de 1926, el jugador del Ruch Józef Sobota se convirtió en el primer futbolista del equipo y el cuarto de Alta Silesia en formar parte de la selección nacional polaca, marcando en su debut contra Estonia. Pronto el Ruch se estableció como uno de los clubes de fútbol más fuertes de la región, tras llegar a la segunda ronda de la primera edición de la Copa de Polonia, donde perdió frente al que sería el futuro ganador del campeonato, el Wisła Cracovia, y proclamarse vencedor por segunda vez de la Klasa regional A, antecedente de la liga polaca (Polską Ligę Piłki Nożnej), fundada oficialmente en 1927.

### Dominio en liga y Segunda Guerra Mundial

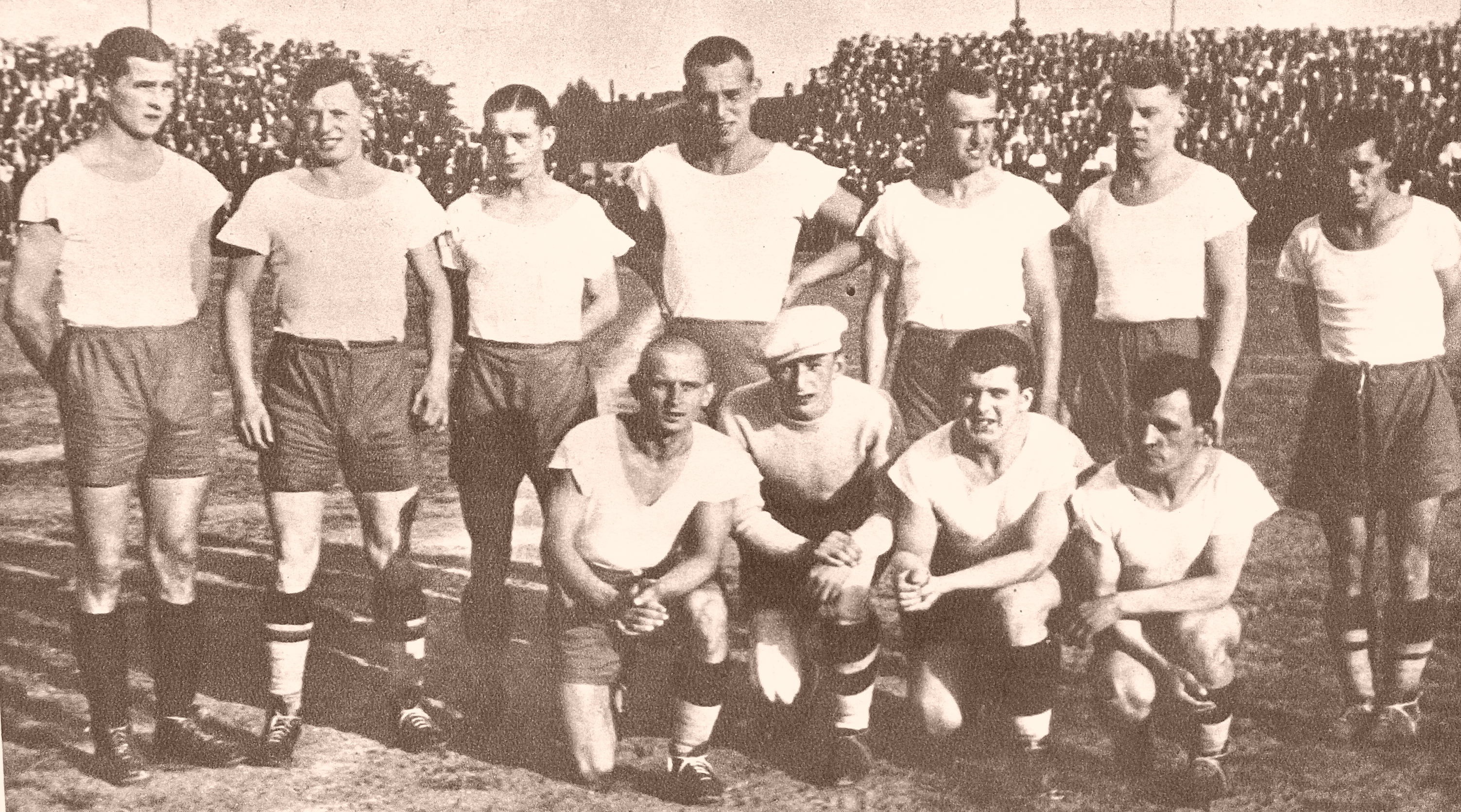
El equipo titular del Ruch en 1938, que logró cinco campeonatos para el equipo silesio.

En 1933, el Ruch se convirtió en el primer equipo silesio en proclamarse ganador de la liga polaca. Un año más tarde, la fábrica de acero local (desde 1934 conocida como Huta Batory) comenzó a apoyar financieramente el equipo. En el invierno de 1933, los jugadores más notables como Edmund Giemsa, Teodor Peterek y Gerard Wodarz se unieron al legendario Ernst Wilimowski, fichado del 1. FC Kattowitz, quien junto a Peterek y Wodarz fueron apodados como "los tres reyes" y ayudaron a ganar otros cuatro campeonatos (1934, 1935, 1936, 1938) para el Ruch. El 1 de noviembre de 1934, el club contrató a su primer entrenador, el austríaco Gustav Wieser. El equipo marchaba líder en la temporada de 1939, interrumpida por la invasión nazi. Los éxitos cosechados por el Ruch hicieron del equipo el más popular en el voivodato, siendo además uno de los primeros clubes de Polonia en tener un estadio propio, el Estadio Municipal de Chorzów, construido entre los años 1934 y 1935.
Después de la ocupación alemana de Polonia en 1939, el club cesó oficialmente sus funciones, aunque extraoficialmente fue renombrado simplemente Bismarckhütter SV 99 y reubicado en la Gauliga Oberschlesien en 1941, mientras que su principal estrella, Ernest Wilimowski, firmó la Volksliste y adoptó la nacionalidad alemana. El club fue restablecido oficialmente después de la Segunda Guerra Mundial, como uno de los equipos principales de la recién formada República Popular de Polonia.

### Décadas de 1950 y 1960
En 1948, bajo la presión comunista de la estalinización, el club fue rebautizado como Unia Chorzów, nombre que mantuvo hasta 1956 cuando pudo recuperar su denominación anterior. En 1950 quedó en segunda posición en liga, por detrás del Wisła Cracovia. Frente al equipo cracoviano se enfrentó en la final de la Copa de Polonia de 1951, donde el Ruch venció por 2-0. La Asociación Polaca de Fútbol (Polski Związek Piłki Nożnej, PZPN), en un intento por reactivar y dar mayor protagonismo a la Copa, decidió conceder igualmente al Ruch el título de campeón de liga, a pesar de haber quedado en sexta posición en la clasificación respecto al primer clasificado, el Wisła. Actualmente, ambos equipos siguen reclamando el título de 1951 para su palmarés. En los dos años siguientes, el Ruch se llevó las dos ligas de 1952 (tras vencer en la final al Polonia Bytom, otro rival procedente de la región de Silesia) y 1953. El jugador más célebre de este periodo fue Gerard Cieślik, quien dedicó toda su vida al club y se convirtió en una de las figuras más destacadas del Ruch.
Los diez años entre 1956 y 1966 se considera una década perdida en la historia del club, ya que el Ruch quedó eclipsado respecto a los éxitos del nuevo rival regional, el Górnik Zabrze. El único título levantado en este periodo de tiempo fue el campeonato de liga obtenido en 1960 con tan solo 14 jugadores en la plantilla, de los cuales 11 eran originarios de la ciudad de Chorzów, un récord aún a día de hoy en el fútbol polaco. El cambio de rumbo llegó en la temporada 1967-68, cuando el Ruch ganó su décima liga, rompiendo además la racha de cinco títulos consecutivos que llevaba el Górnik. A finales de la década de 1960 también registró sus primeras participaciones en torneos continentales, disputando la Copa Intertoto 1967 donde ganó los seis partidos ante el Boldklubben Frem danés, el Young Boys suizo y el First Vienna FC de Austria. Asimismo, estuvo presente en la Copa de Ferias 1969-70, donde ganó al Wiener Sport-Club por 5-6 pero perdió por un contundente 9-1 global ante el Ajax de Ámsterdam en los dieciseisavos de final.

### Altibajos y primer descenso a segunda división

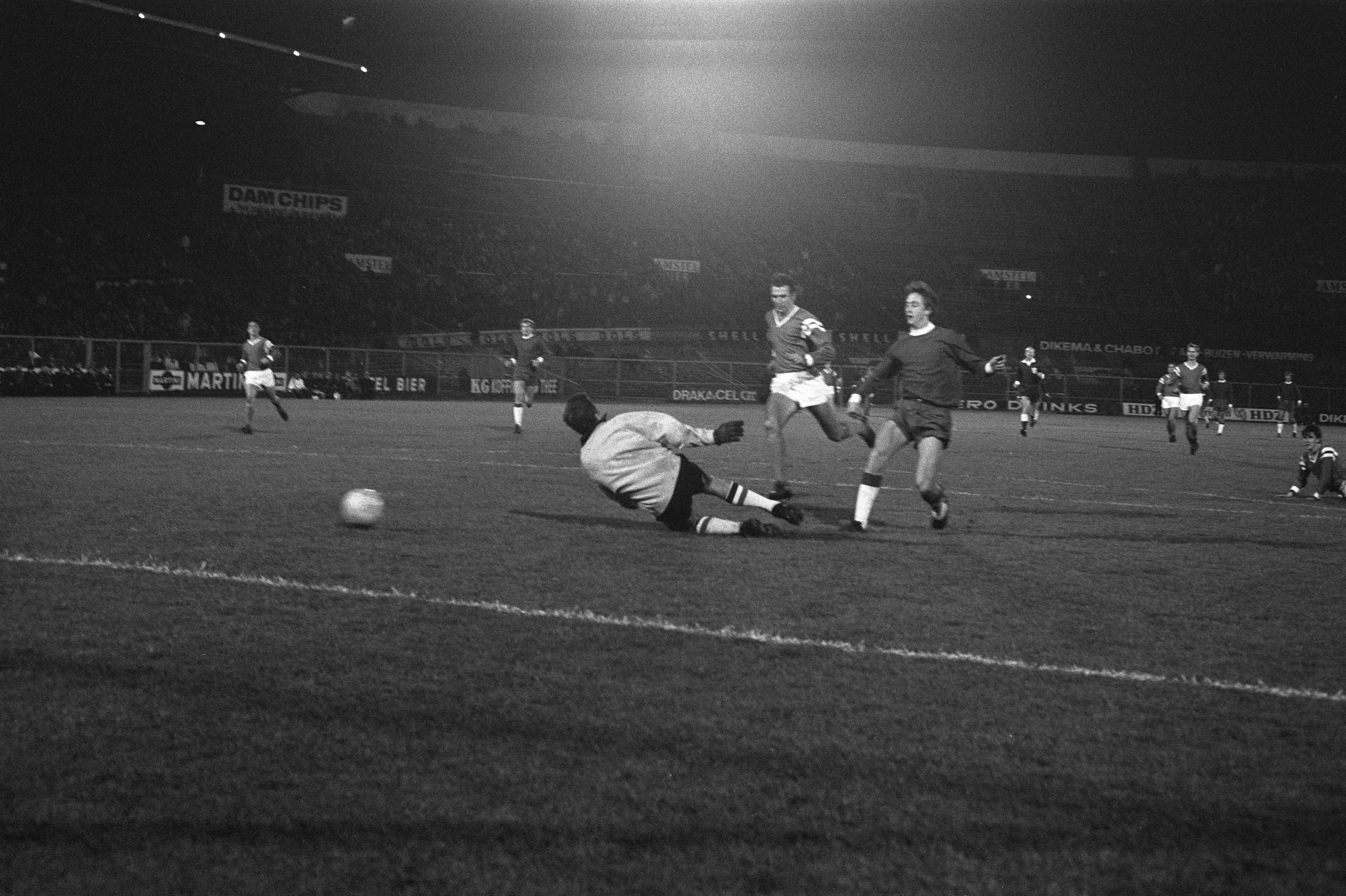
Johan Cruyff marca el tercer gol para el Ajax de Ámsterdam en los dieciseisavos de final de la Copa de Ferias 1969-70 frente al Ruch. El club polaco fue goleado por 7-0 en la ida en el Estadio Olímpico de Ámsterdam.

Una nueva edad dorada se produjo a principios de la década de 1970, con el checo Michal Vičan a cargo del banquillo. En la temporada 1972-73 el club terminó segundo y en 1973-74 ganaron su único doblete (liga y copa) hasta la fecha. El Ruch Chorzów, que ya había disputado la Copa de la UEFA 1972-73 donde llegó hasta la segunda ronda, tuvo la posibilidad de competir nuevamente en Europa al participar en la Copa de la UEFA 1973-74, donde alcanzó los cuartos de final ante el Feyenoord de Róterdam, equipo que más tarde se alzó con el título continental. La hazaña fue repetida al año siguiente, esta vez en la Copa de Campeones de Europa 1974-75, llegando a cuartos de final e imponiéndose por el camino al Hvidovre IF danés y al Fenerbahçe SK turco, antes de quedar eliminado por el AS Saint-Étienne de Francia. Algunos de los jugadores más elogiados de esa época fueron Bronisław Bula, Zygmunt Maszczyk y Joachim Marx.
A pesar de los éxitos, una mala situación financiera perjudicó gravemente al club, con resultados mediocres que duraron hasta la campaña 1978-79, cuando el club ganó su 13.ª Liga. Este sería el último título del equipo durante los próximos diez años, pues iniciada la década de 1980, los azules eran uno de los equipos más pobres de la primera división polaca. Sin embargo, el punto de inflexión llegó en la temporada 1986-87, cuando el Ruch Chorzów, el único club que hasta entonces había jugado todas las temporadas de la primera división nacional, descendió a la división de plata del fútbol polaco. La relegación al segundo nivel se decidió en la derrota por 1-2 contra el Lechia Gdańsk, cuando el guardameta del Ruch, Janusz Jojko, anotó un infame y extraño autogol que hizo que el equipo silesio, por primera vez en su historia, se alejase de la élite.
Esta ausencia duró únicamente un año, consiguiendo regresar a la máxima categoría al año siguiente, tras quedar en primera posición. Solo le bastó una temporada para ganar su 14° campeonato y conseguir igualar el récord de 14 títulos que mantenía su eterno rival, el Górnik Zabrze, además de convertirse en el segundo club en conseguir ganar una liga después de haber ascendido a la primera división (el primero fue KS Cracovia en 1937), logrando esta hazaña al ser aún uno de los clubes más pobres de Polonia y con más de la mitad del plantel originario de Chorzów, incluyendo a jugadores como Dariusz Gęsior y Krzysztof Warzycha, quien también fue el máximo anotador de la temporada con 24 goles.

### Década de 1990
Después del cambio político de Polonia en 1989, al Ruch no le fue bien durante las dos primeras temporadas y el dinero de la transferencia de Warzycha al Panathinaikos griego se terminó rápido. No fue sino a partir de la temporada 1991-92 cuando el Ruch volvió a codearse con los mejores equipos polacos, consiguiendo igualmente una hazaña irrepetible: su equipo filial llegó a la final de la Copa de Polonia de 1992-93, donde perdió ante el GKS Katowice.
En la temporada 1994-95, el Ruch descendió por segunda vez, aunque su estancia en la segunda categoría duró una temporada, al igual que en la edición de 1987-88. Estando en segunda división, el Ruch ganó su tercera Copa de Polonia, frente al GKS Bełchatów, por 1 a 0. De vuelta en la Ekstraklasa, en 1998 jugó la Copa Intertoto de la UEFA, llegando a la final donde perdió por 3-0 frente al Bologna. El Ruch despidió el siglo XX quedando tercero en la campaña 1999-2000.

### Crisis, descenso administrativo y regreso a la élite
Una nueva crisis se produjo en la edición del campeonato de 2002-03, cuando descendió nuevamente y en la siguiente temporada estuvo en peligro de descender al tercer nivel por primera vez en su historia. Sin embargo, el club logró ganar los play-offs contra el Stal Rzeszów por 1-1 y 2-0. En 2005 el equipo fue reestructurado como Sociedad Anónima y un año más tarde ganaron el ascenso a primera división.

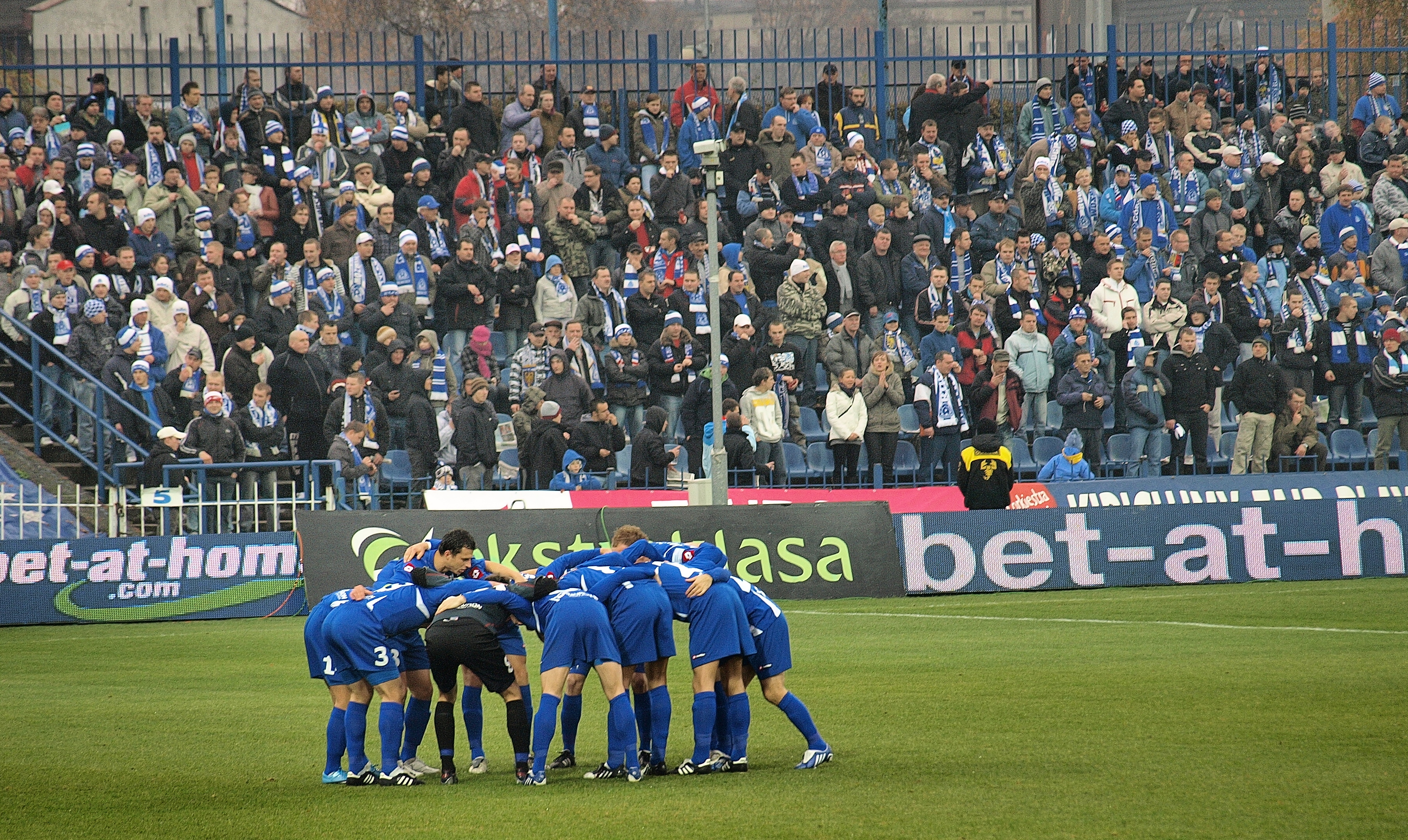
Jugadores del Ruch en un partido en casa en 2009.

En 2009, el equipo llegó a la final de la Copa de Polonia perdiendo 1-0 contra el Lech Poznań y al año siguiente terminaron terceros en la liga. En la temporada 2011-12 el Ruch fue subcampeón de liga al quedar a solo 1 punto por detrás del campeón, el Śląsk Wrocław, además de alcanzar la final de copa donde perdió por 0-3 ante el Legia de Varsovia. En la Ekstraklasa 2012-13 los azules terminaron en el 15.° puesto, lo que suponía descender nuevamente a la división de plata, aunque el descenso administrativo del Polonia Varsovia por quiebra permitió al Ruch continuar una temporada más en la élite del fútbol polaco. En la posterior campaña lograron un tercer puesto, clasificándose a la Liga Europa de la UEFA 2014-15, donde avanzó hasta la tercera ronda previa. Después de su paso por Europa, los problemas financieros regresaron y el Ruch Chorzów descendió al finalizar la Ekstraklasa 2016-17 en última posición, con tan solo 18 puntos.
En la I Liga, el equipo estuvo en toda la temporada en puestos de descenso, bajando a tercera división (II Liga) por primera vez en su historia. Ya golpeados por la crisis constitucional que vivía el club, se armó una plantilla con juveniles y canteranos del club para al menos mantener la categoría. El comienzo fue regular, pero tras la reanudación del campeonato después del invierno, los azules solo consiguieron ganar 1 partido de 13 (4 empates y 8 derrotas) que supuso el descenso a la III Liga dos jornadas antes de finalizar la edición, siendo además el tercer descenso consecutivo del club.
En el año 2020, el Ruch Chorzów competía con los equipos filiales de sus grandes rivales como el Górnik Zabrze o el Piast Gliwice. No obstante, al año siguiente se produjo una de las mayores proezas del equipo silesio: encadenó tres ascensos consecutivos desde la cuarta división polaca hasta la Ekstraklasa. El Ruch quedó en primer lugar en el Grupo III de la III Liga 2020-21, disputó los play-offs de ascenso de la II Liga 2021-22 donde venció al Radunia Stężyca y al Motor Lublin en la final, y en la temporada 2022-23 de la I Liga el Ruch quedó subcampeón por detrás del ŁKS Łódź, confirmándose su promoción a la Ekstraklasa tras ganar al GKS Tychy por 1-0 el 3 de junio de 2023 en la última jornada de liga.

## Estadio
Durante los primeros años de historia del club, el Ruch jugó sus partidos como local en varios lugares de Chorzów, como en un terreno de juego próximo a la plaza del mercado (Marktplatz), en el estadio "na Kalinie" donde jugó hasta 1935 o incluso en las instalaciones del 1. FC Katowice.
Desde 1935, el Ruch Chorzów disputa sus encuentros en el estadio homónimo, localizado en el distrito de Centrum. Su inauguración tuvo lugar el 26 de septiembre de 1935, enfretando al Ruch contra el Warta Poznań. Su aforo oficial es de 9.300 aficionados todos sentados, 1.000 de ellos bajo techo. El récord de asistencia es de 55.000 espectadores, el 21 de agosto de 1957 en un partido frente al Polonia Bytom.
Algunos partidos de las temporadas 2007-08 y 2008-09, debido a la falta de césped artificial en su propio estadio, se celebraron en el Estadio de Silesia, situado a pocos kilómetros de la casa del Ruch. El club también jugó algunos partidos de liga en esta instalación en las décadas de 1950, 1960 y 1970. Además, sus primeros partidos en casa de la Ekstraklasa 2014-15 y tres partidos de clasificación para la XLIV edición de la Liga Europa de la UEFA transcurrieron en el cercano Estadio Municipal de Gliwice.

## Afición

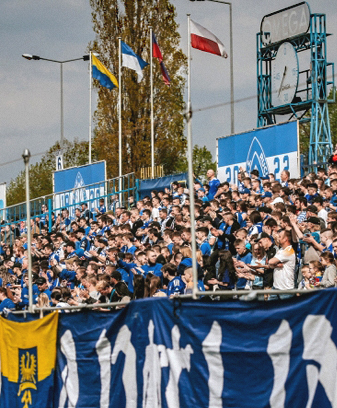
Aficionados del Ruch Chorzów animando al equipo en un partido en casa.

La popularidad del Ruch explotó en la década de 1930 y desde entonces se ha mantenido como uno de los equipos con mayor número de aficionados del fútbol en Polonia, especialmente por parte de aquellos originarios de la región de Alta Silesia. De hecho, la identidad silesia del club está presente en las pancartas, tifos y cánticos por parte de los fanáticos, y es habitual ver y escuchar lemas como «Oberschlesien» ("Alta Silesia", en alemán), «To my Naród Śląski» ("Somos nosotros, la nación silesia") o el águila dorada sobre el fondo azul (escudo del voivodato) en los partidos del Ruch. En Chorzów existen grupos de hooligans (Psycho Fans, fundado a mediados de la década de 1990) y de ultras (Nucleo Ultra 03, reemplazando a Ultras Niebiescy, formado en 2008).
La afición del Ruch Chorzów mantiene amistad con el Widzew Łódź desde el año 2005, con el Elana Toruń y con el Atlético de Madrid de España. Sus principales rivales son aquellos equipos de origen silesio, con los que disputa el llamado derbi de Silesia, entre los que se incluyen clubes como el GKS Katowice, el Zagłębie Sosnowiec, el Polonia Bytom (el derbi silesio más antiguo) y, especialmente, el Górnik Zabrze. La rivalidad con el Górnik es una de las más contestadas de Polonia, enfrentándose entre sí hasta en más de 120 ocasiones, desde mediados de los años 1950. Varias ligas y finales de la Copa de Polonia se han decidido entre estos dos grandes clubes silesios, y los partidos que involucran a los dos equipos reciben el apelativo del «Wielkie Derby Śląska» (el "Gran Derbi de Silesia"). Otros equipos con los que el Ruch Chorzów mantiene una larga y duradera enemistad son el Legia de Varsovia y el Lech Poznań.
Algunas de las personalidades que han manifestado su simpatía y apoyo al club silesio son el ingeniero químico y político Jerzy Buzek, el compositor de música clásica Wojciech Kilar, el lingüista Jan Miodek, el director de cine Kazimierz Kutz o el actor y político Gustaw Holoubek, entre otros.

## Jugadores

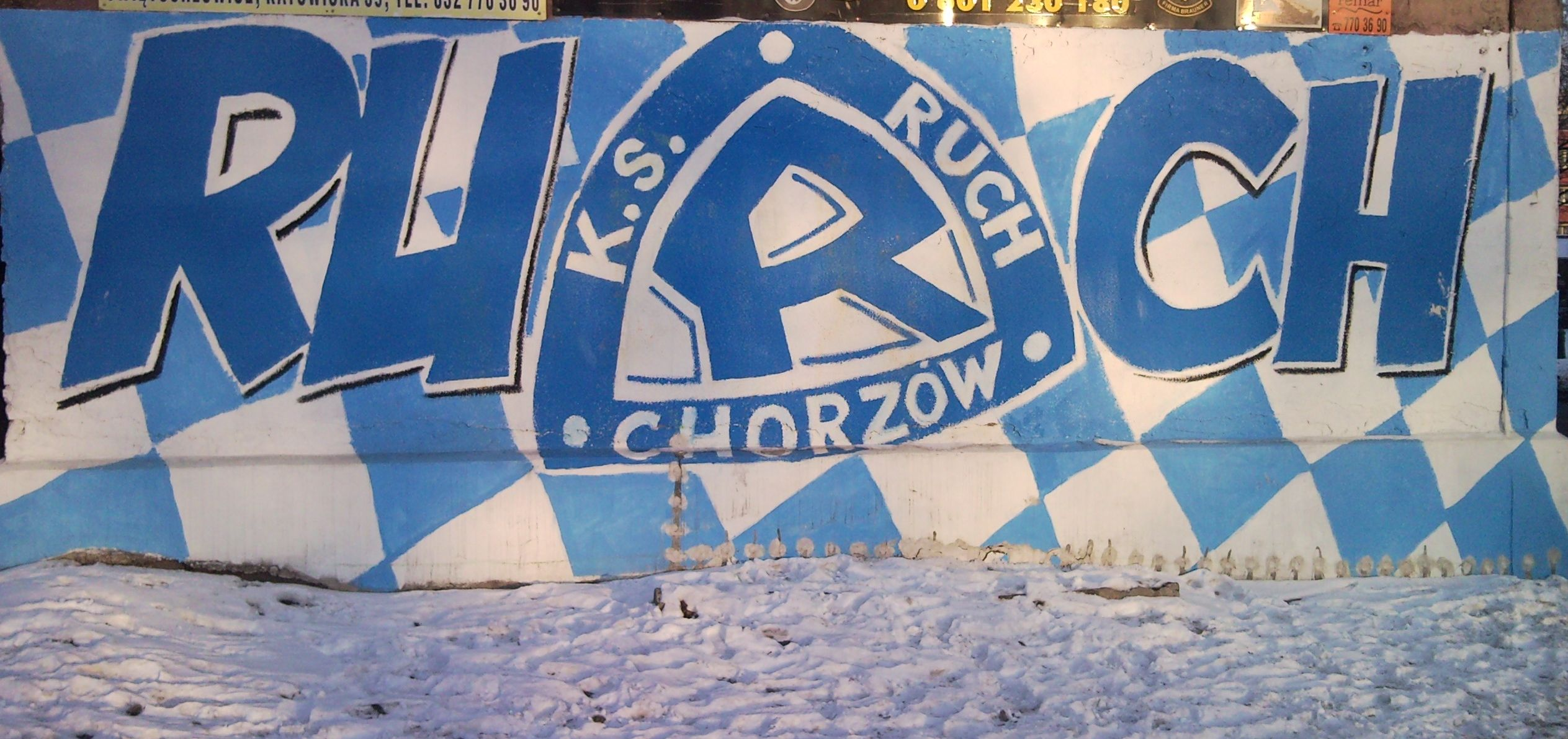
Mural del Ruch Chorzów en Chorzów Stary.

### Plantilla 2023-24
Actualizado el 3 de mayo de 2024.

### Jugadores destacados
| - Henryk Alszer - Marcin Baszczyński - Krzysztof Bizacki - Tomasz Brzyski - Andrzej Buncol - Ewald Cebula - Gerard Cieślik - Roman Dąbrowski - Dariusz Gęsior - Edmund Giemsa - Waldemar Fornalik - Tomasz Jaworek - Janusz Jojko - Martin Konczkowski - Piotr Lech | - Joachim Marx - Zygmunt Maszczyk - Gražvydas Mikulėnas - Jarosław Paśnik - Michal Peškovič - Teodor Peterek - Michał Probierz - Artur Sobiech - Mariusz Śrutwa - Łukasz Surma - Czesław Suszczyk - Eduards Višņakovs - Krzysztof Warzycha - Ernst Wilimowski - Gerard Wodarz |

## Entrenadores
| - Gustav Wieser (1934-35) - Gunther Ringer (1936-37) - Ferenc Fogl (1938-39) - Péter Szabó (1939) - František Dembický (1948) - Gerard Wodarz (1949) - Ryszard Koncewicz (1950-52) - Ewald Cebula (1952-54) - Adam Niemiec (1954-56) - Mikołaj Beljung (1957) - Czesław Suszczyk (1957) - Janos Steiner (1958) - Ewald Cebula (1959) - Janos Steiner (1960) - Ewald Cebula (1960) - Lajos Szolar (1960) - Gerard Wodarz (1961) - Gerard Cieślik (1961) - Sándor Tátrai (1961-63) - Franciszek Tim (1963) - Augustyn Dziwisz (1963-64) - Artur Woźniak (1964-66) - Teodor Wieczorek (1966-69) - Eugeniusz Pohl (1969) - Hubert Pala (1969) - Jerzy Nikiel (1969) - Tadeusz Foryś (1969-71) - Hubert Pala (1971) | - Michal Vičan (1971-76) - Rudolf Kapera (1976) - Frantisek Havranek (1976-77) - Teodor Wieczorek (1977-78) - Leszek Jezierski (1978-80) - Antoni Piechniczek (1980-81) - Józef Zwierzyna (1981) - Piotr Czaja (1981-82) - Orest Lenczyk (1982-84) - Alojzy Łysko (1984) - Władysław Jan Żmuda (1985-87) - Jacek Góralczyk (1987) - Jacek Machciński (1987) - Jerzy Wyrobek (1987-90) - Zdzisław Podedworny (1990-91) - Edward Lorens (1991-94) - Albin Wira (1994-95) - Jerzy Wyrobek (1995-96) - Orest Lenczyk (1996-99) - Edward Lorens (1999-2000) - Jan Żurek (2000) - Jan Rudnow (2000) - Bogusław Pietrzak (2000-02) - Orest Lenczyk (2000) - Piotr Mandrysz (2002-03) - Jerzy Wyrobek (2003-05) - Dariusz Fornalak (2005) - Edward Lorens (2005) | - Marek Wleciałowski (2005-07) - Dusan Radolsky (2007-08) - Bogusław Pietrzak (2008-09) - Waldemar Fornalik (2009-12) - Tomasz Fornalik (2012) - Jacek Zielinski (2012-13) - Dariusz Fornalak (2013) - Ján Kocian (2013-14) - Waldemar Fornalik (2014-17) - Krzysztof Warzycha (2017) - Juan Ramón Rocha (2017-18) - Dariusz Fornalak (2018) - Marek Wleciałowski (2018-19) - Łukasz Bereta (2019-2021) - Jarosław Skrobacz (2021-) |

## Participación en competiciones de la UEFA
| Temporada | Torneo                      | Ronda                  | Club               | Casa | Visita | Global         |
| --------- | --------------------------- | ---------------------- | ------------------ | ---- | ------ | -------------- |
| 1972-73   | Copa de la UEFA             | Primera ronda          | Fenerbahçe         | 3–0  | 0–1    | 3–1            |
| 1972-73   | Copa de la UEFA             | Segunda ronda          | Dinamo Dresde      | 0–1  | 0–3    | 0–4            |
| 1973-74   | Copa de la UEFA             | Primera ronda          | Wuppertaler SV     | 4–1  | 4–5    | 8–6            |
| 1973-74   | Copa de la UEFA             | Segunda ronda          | Carl Zeiss Jena    | 3–0  | 0–1    | 3–1            |
| 1973-74   | Copa de la UEFA             | Octavos de final       | Budapest Honvéd    | 0–2  | 5–0    | 5–2            |
| 1973-74   | Copa de la UEFA             | Cuartos de final       | Feyenoord          | 1–1  | 1–3    | 2–4            |
| 1974-75   | Copa de Campeones de Europa | Dieciseisavos de final | Hvidovre IF        | 0–0  | 2–1    | 2–1            |
| 1974-75   | Copa de Campeones de Europa | Octavos de final       | Fenerbahçe         | 2–1  | 2–0    | 4–1            |
| 1974-75   | Copa de Campeones de Europa | Cuartos de final       | Saint-Étienne      | 3–2  | 0–2    | 3–4            |
| 1975-76   | Copa de Campeones de Europa | Dieciseisavos de final | KuPS               | 5–0  | 2–2    | 7–2            |
| 1975-76   | Copa de Campeones de Europa | Octavos de final       | PSV Eindhoven      | 1–3  | 0–4    | 1–7            |
| 1979-80   | Copa de Campeones de Europa | Dieciseisavos de final | Dinamo de Berlín   | 1–4  | 0–0    | 1–4            |
| 1989-90   | Copa de Campeones de Europa | Dieciseisavos de final | CSKA Sofía         | 1–1  | 1–5    | 2–6            |
| 1996-97   | Recopa de Europa            | Ronda previa           | Llansantffraid     | 1–1  | 5–0    | 6–1            |
| 1996-97   | Recopa de Europa            | Dieciseisavos de final | Benfica            | 1–5  | 0–0    | 1–5            |
| 1998      | Copa Intertoto de la UEFA   | Primera ronda          | Austria Viena      | 1–0  | 2–2    | 3–2            |
| 1998      | Copa Intertoto de la UEFA   | Segunda ronda          | Örgryte            | 1–2  | 1–0    | 2–2 (v.)       |
| 1998      | Copa Intertoto de la UEFA   | Tercera ronda          | Estrela da Amadora | 1–1  | 1–1    | 2–2 (4–2 pen.) |
| 1998      | Copa Intertoto de la UEFA   | Semifinales            | Debreceni          | 1–0  | 3–0    | 4–0            |
| 1998      | Copa Intertoto de la UEFA   | Final                  | Bologna 1909       | 0–1  | 0–2    | 0–3            |
| 2000-01   | Copa de la UEFA             | Ronda previa           | Žalgiris Vilna     | 1–2  | 6–0    | 7–2            |
| 2000-01   | Copa de la UEFA             | Primera ronda          | Inter de Milán     | 0–3  | 1–4    | 1–7            |
| 2010-11   | Liga Europa de la UEFA      | Primera ronda          | Shakhter Karagandá | 2–1  | 1–0    | 3–1            |
| 2010-11   | Liga Europa de la UEFA      | Segunda ronda          | Valletta           | 1–1  | 0–0    | 1–1 (v.)       |
| 2010-11   | Liga Europa de la UEFA      | Tercera ronda          | Austria Viena      | 1–3  | 0–3    | 1–6            |
| 2012-13   | Liga Europa de la UEFA      | Segunda ronda          | Metalurg Skopje    | 3–1  | 3–0    | 6–1            |
| 2012-13   | Liga Europa de la UEFA      | Tercera ronda          | Viktoria Pilsen    | 0–2  | 0–5    | 0–7            |
| 2014-15   | Liga Europa de la UEFA      | Segunda ronda          | FC Vaduz           | 3–2  | 0–0    | 3–2            |
| 2014-15   | Liga Europa de la UEFA      | Tercera ronda          | Esbjerg            | 0–0  | 2–2    | 2–2 (v.)       |
| 2014-15   | Liga Europa de la UEFA      | Ronda de play-off      | Metalist Járkov    | 0–0  | 0–1    | 0–1            |

## Palmarés

### Torneos nacionales
- Ekstraklasa:
  - Ganador (14): 
    - 1933, 1934, 1935, 1936, 1938, 1951,[n 1] 1952, 1953, 1960, 1967-68, 1973-74, 1974-75, 1978-79, 1988-89

  - Subcampeón (6): 
    - 1950, 1956, 1962-63, 1969-70, 1972-73, 2011-12

- Copa de Polonia:
  - Ganador (3):

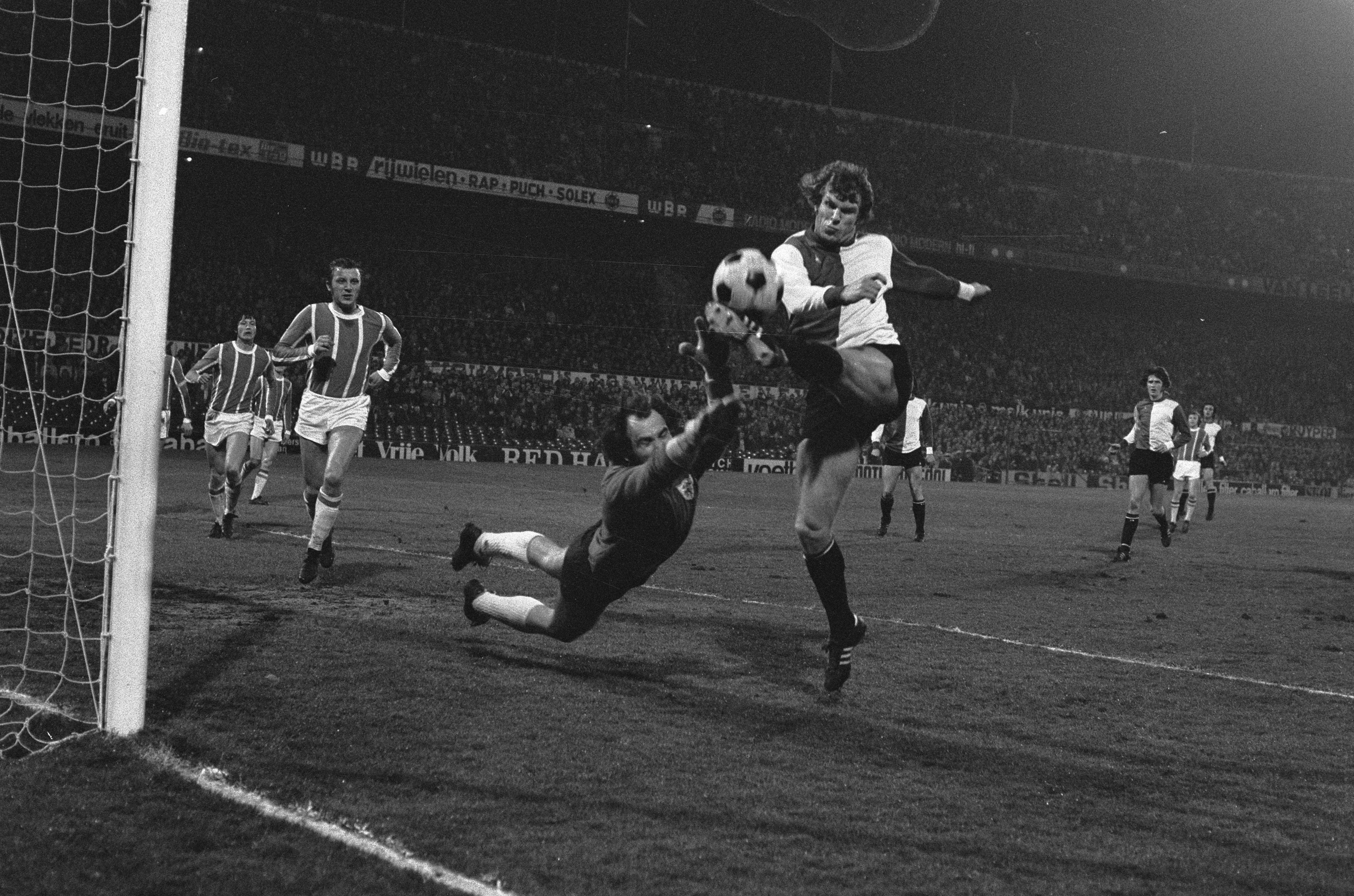
En la Copa de la UEFA 1973-74, el Ruch llegó hasta los cuartos de final, perdiendo ante el que sería futuro campeón del torneo, el Feyenoord neerlandés, por un resultado global de 2-4.

    - 1950/51 - Ruch Chorzów 2:0 Wisła Cracovia
    - 1973/74 - Ruch Chorzów 2:0 Gwardia Varsovia
    - 1995/96 - Ruch Chorzów 1:0 GKS Bełchatów

  - Finalista (6):
    - 1962/63 - Zagłębie Sosnowiec 2:0 Ruch Chorzów
    - 1967/68 - Górnik Zabrze 3:0 Ruch Chorzów
    - 1969/70 - Górnik Zabrze 3:1 Ruch Chorzów
    - 1992/93 - GKS Katowice 1:1 (5 - 4 pen.) Ruch Chorzów
    - 2008/09 - Lech Poznań 1:0 Ruch Chorzów
    - 2011/12 - Legia de Varsovia 3:0 Ruch Chorzów

- Supercopa de Polonia:
  - Finalista (2):
    - 1989 - Legia de Varsovia 3:0 Ruch Chorzów
    - 1996 - Widzew Łódź 0:0 (5 - 4 pen.) Ruch Chorzów

### Torneos internacionales
- No ha ganado ninguno hasta el momento
- En 1973-74 alcanzó los cuartos de final de la Copa de la UEFA, perdiendo ante el Feyenoord de Róterdam
- En 1974-75 alcanzó los cuartos de final de la Copa de Campeones de Europa, perdiendo ante el AS Saint-Étienne
- Copa Intertoto de la UEFA:
  - Finalista (1):
    - 1998 - Bologna FC 1909 3:0 Ruch Chorzów
- Trofeo Mohamed V:
  - Finalista (1):
    - 1974 - Club Atlético Peñarol 1:0 Ruch Chorzów